# Мюррей, Мэри
Мэри Мюррей (англ. Marie Murray) — американская фотомодель, актриса.

## Биография и творчество
Снималась в фильмах Эдвина Портера. В 1903 году снялась в рекламном фильме «Дорога антрацита», где сыграла роль Фиби Сноу — персонажа, созданного рекламным отделом компании Лэкаванна. Фиби Сноу — молодая нью-йоркская светская дама, частая пассажирка Лэкаванны. Она всегда едет в Буффало, Нью-Йорк, и всегда в белом.
В том же 1903 году Мэри снялась в другом фильме Эдвина Портера — «Большое ограбление поезда» в роли одной из танцующих девушек.

## Фильмография
- 1903 — Дорога антрацита  / Road of Anthracite — Фиби Сноу
- 1903 — Большое ограбление поезда  / The Great Train Robbery — Девушка в дансинг-холле[4]